# Porträtfotografie

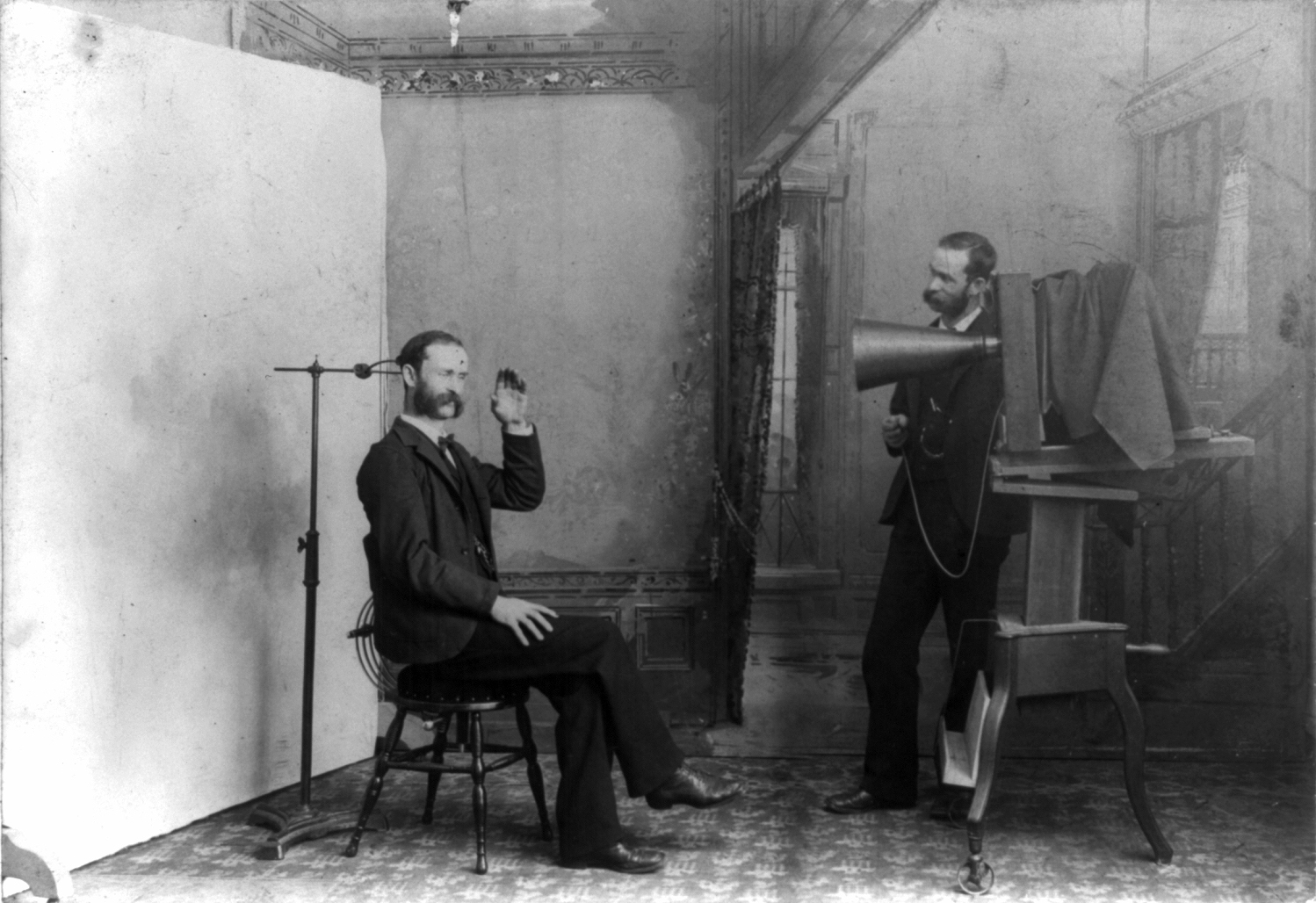
Erstellung eines Porträts in einem Fotostudio 1893

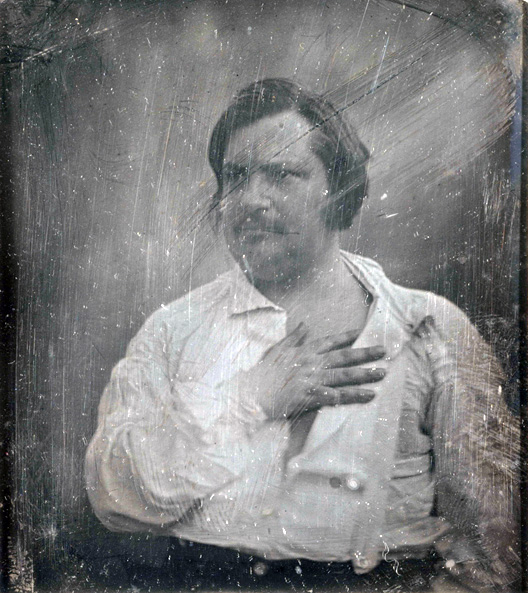
Honoré de Balzac, Daguerreotypie von Louis-Auguste Bisson, 1842

Als Porträtfotografie bezeichnet man ein fotografisches Genre, bei dem Porträts von Menschen erstellt werden. Ziel der künstlerischen Porträtfotografie ist meist das fotografische Herausarbeiten des charakteristischen Wesens der Person.

## Einführung
Die Porträtfotografie ist die Fortsetzung der Porträtmalerei mit fotografischen Mitteln. Die Bedeutung ergibt sich unter verschiedenen Aspekten:
- Porträts von historischen oder zeitgenössischen Persönlichkeiten des öffentlichen Lebens oder der Politik prägen unsere Wahrnehmung der Person.
- Porträtierte inszenieren sich, oder der Fotograf inszeniert die Person.
- Für Berufsfotografen, die berühmte Persönlichkeiten gekonnt abbilden, ist das Porträt eine bedeutende Referenz.
- Die Menge der Fotografien für Medien, Fotoalben oder Ausweisdokumente.

Manche herausragende Politiker beschäftigen Leibfotografen, damit eine konzeptionelle Bildsprache und Ausdruck gewährleistet werden. Porträts entstehen während der beruflichen Tätigkeit oder im Studio unter kontrollierten Bedingungen.
Porträtfotografien werden von Berufsfotografen oft im Studio erstellt, aber auch Fotoamateure beschäftigen sich mit dem Genre.

## Das Shooting
Für Studioarbeiten von Berufsfotografen gilt, dass die Person „Modell sitzen“ muss, wie in der Malerei. Der Vorzug der Fotografie bei einem solchen „Shooting“ ist die mögliche Variation der Posen. Es werden im Dialog zwischen Modell und Fotograf solange unterschiedliche Posen eingenommen, bis die Akteure mit dem Ergebnis zufrieden sind. Dies stellt bestimmte Anforderungen an das Kommunikations- und Einfühlungsvermögen des Fotografen. Für den Porträtierten stellt sich die Frage, was er von sich preisgeben möchte. In der digitalen Fotografie erfolgt eine Diskussion auch über die Fotografiedarstellung auf dem Computerbildschirm als Teil des Arbeitsprozesses.

## Technik und Methode

### Brennweite
Spezielle Porträtobjektive sind Teleobjektive mit einer Brennweite zwischen etwa 80 und 135 mm (bezogen auf das Kleinbildformat). Bei diesem Brennweitenbereich wird die Darstellung als angenehm verzerrungsfrei empfunden, aber noch nicht als „flach“, wie bei einem Teleobjektiv längerer Brennweite bzw. kleinerem Bildwinkel. Bei Mittelformatkameras verwendet man für Porträtaufnahmen in Abhängigkeit vom größeren Aufnahmeformat längere Brennweiten, während bei den kleineren Sensoren digitaler Spiegelreflexkameras entsprechend dem Formatfaktor kürzere Brennweiten eingesetzt werden.

### Lichtstärke
Eine wichtige Gestaltungsmöglichkeit bei Porträtaufnahmen ist das sogenannte Freistellen mittels sehr geringer Schärfentiefe. Hierzu sind große Anfangsblenden erforderlich, weshalb Porträtobjektive im Kleinbildbereich in der Regel Anfangsöffnungen von 1:2,8 oder lichtstärker aufweisen, verfügbar sind hier Objektive bis zu einer Anfangslichtstärke von 1:1,2. Mit offener Blende kann das Gesicht oder die gesamte Person vom Hintergrund und gegebenenfalls dem Vordergrund optisch abgesetzt werden. Bei genauer Fokussierung auf die Pupille(n) kann dabei ein besonderer Akzent auf die Augenpartie gelegt werden.

### Lichttechnik
Im Studio gehört häufig eine inszenierte Ausleuchtung der Person dazu, um Licht und Schatten zu steuern. Dadurch kann die Person einer gewünschten Bildwirkung nach ausgeleuchtet werden. Bspw. können Falten „weggeleuchtet“ oder mit harten Schatten ein Gesicht markant betont werden. Die Härte des Lichtes, also seine Lichtqualität wird in erster Linie durch die effektive Größe, also die tatsächliche Größe und durch den Abstand des Lichtes zum Model erreicht. Die Qualität des Lichtes wird durch den Übergang der beleuchteten Stellen zum Schattenbereich definiert. Es spielt bei dieser Betrachtung grundsätzlich keine Rolle, ob es sich um eine Softbox, einen Schirm oder Fensterlicht handelt. Für besonders schmeichelhaftes und weiches Licht werden Softboxen oder Schirme als Lichtquellen verwandt. Für etwas härteres Licht wird gerne ein Beauty dish genutzt. In der künstlerischen Porträtfotografie kommen diverse Ansätze der Lichtsteuerung zum Einsatz. Als Lichtquellen dienen dabei Blitzlicht oder Dauerlicht, wie es auch in der Filmindustrie genutzt wird. In so genannten Tageslichtstudios wird natürliches Tageslicht durch große Fenster als Lichtquelle verwendet; mit Hilfe von Reflektoren wird es gesteuert. Blitz- oder Dauerlicht werden teils zusätzlich eingesetzt.

### Methodik von Porträts
Zu Beginn der Fotografie war man technisch nur in der Lage, Personen vollständig abzubilden. Im Laufe der Zeit wurde der Abstand zwischen Linse (Kamera) und Porträtiertem stetig verkürzt, so dass das Gesicht und/oder Gesichtszüge immer mehr in den Vordergrund traten. Die Abbildungen wurden wie folgt beschrieben: der sichtbare Teil des Porträtierten und die Blickrichtung, die vom Standpunkt des Betrachters aus definiert wurde. Die folgenden Beispiele stammen aus der Porträtsammlung der Humboldt-Universität.
- Ganzfiguriges Porträt  Digitalisat
- Dreiviertelfigur nach halblinks, stehend  Digitalisat
- Kniestück Kopf en face  Digitalisat, Digitalisat
- Kniestück nach halblinks  Digitalisat
- Kniestück nach halbrechts  Digitalisat
- Halbfigur nach halblinks  Digitalisat, Digitalisat
- Halbfigur nach halbrechts  Digitalisat, Digitalisat
- Brustbild in Vorderansicht  Digitalisat
- Brustbild nach rechts  Digitalisat
- Brustbild nach links  Digitalisat
- Kopfstück in Vorderansicht  Digitalisat
- Kopfstück nach halblinks  Digitalisat, Digitalisat

### Beispiele zur Porträttechnik von Personen

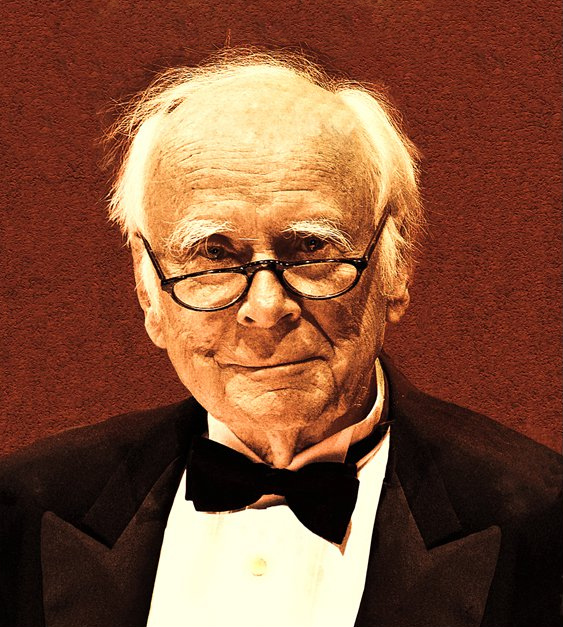
Frontalansicht/Voll-totale: Loriot
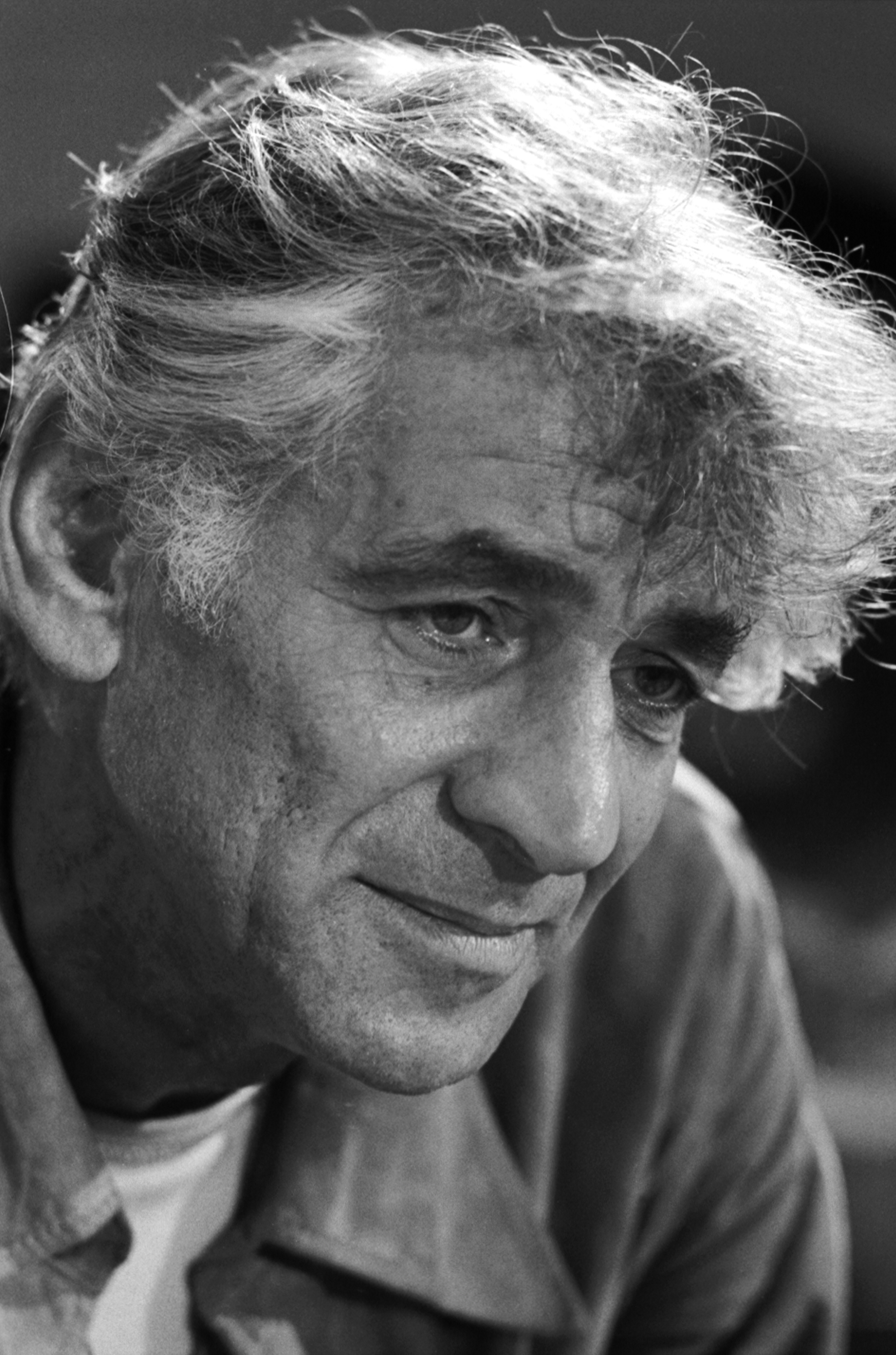
Halbprofil: Leonard Bernstein
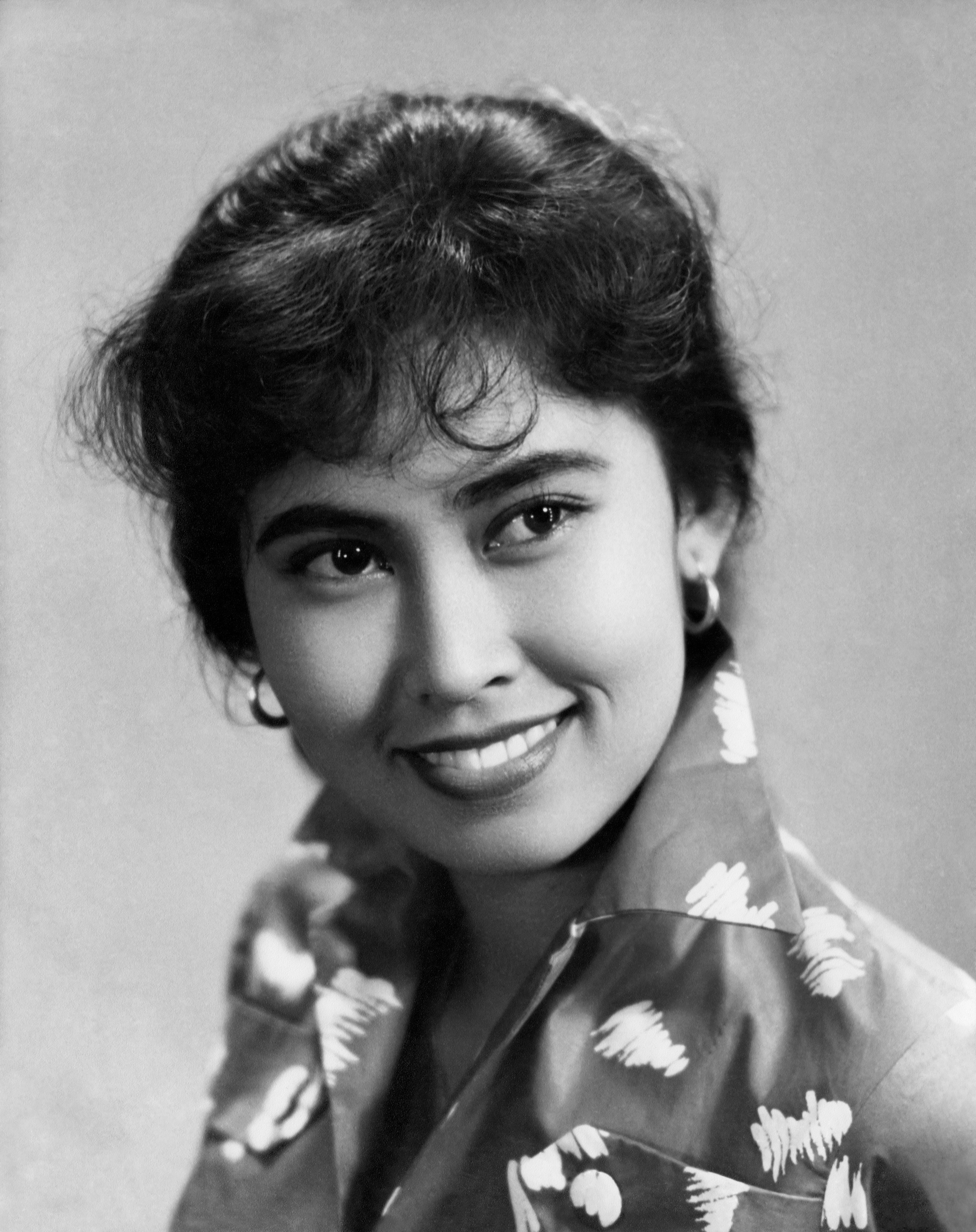
Seitenprofil mit Blick nach oben (Aminah Cendrakasih)
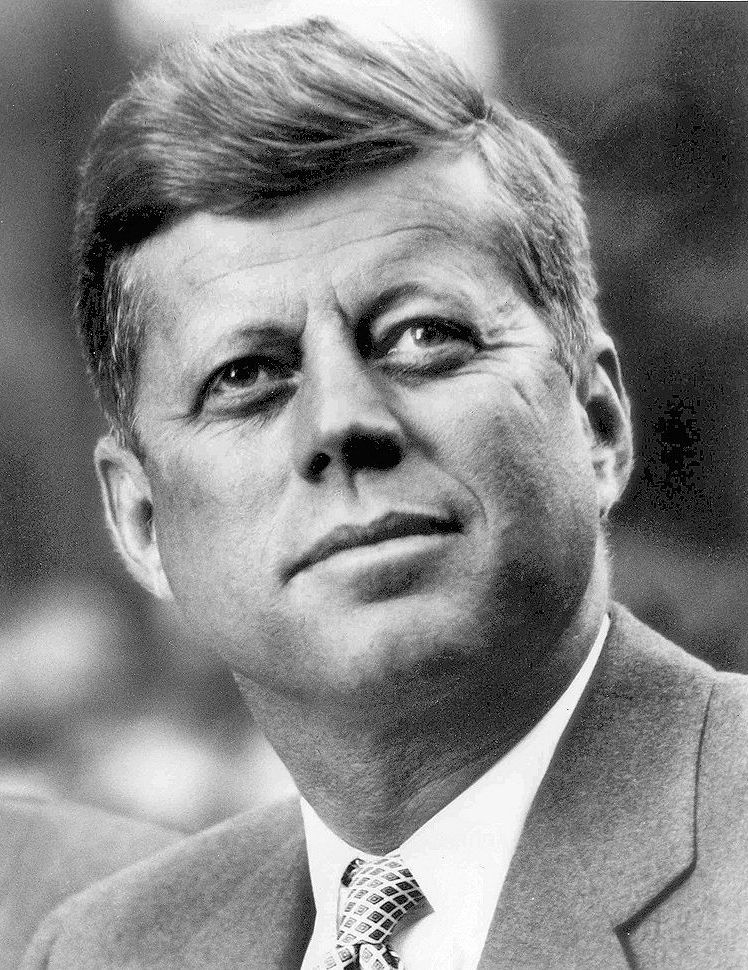
Seitenprofil mit starkem Blick nach oben (John F. Kennedy)
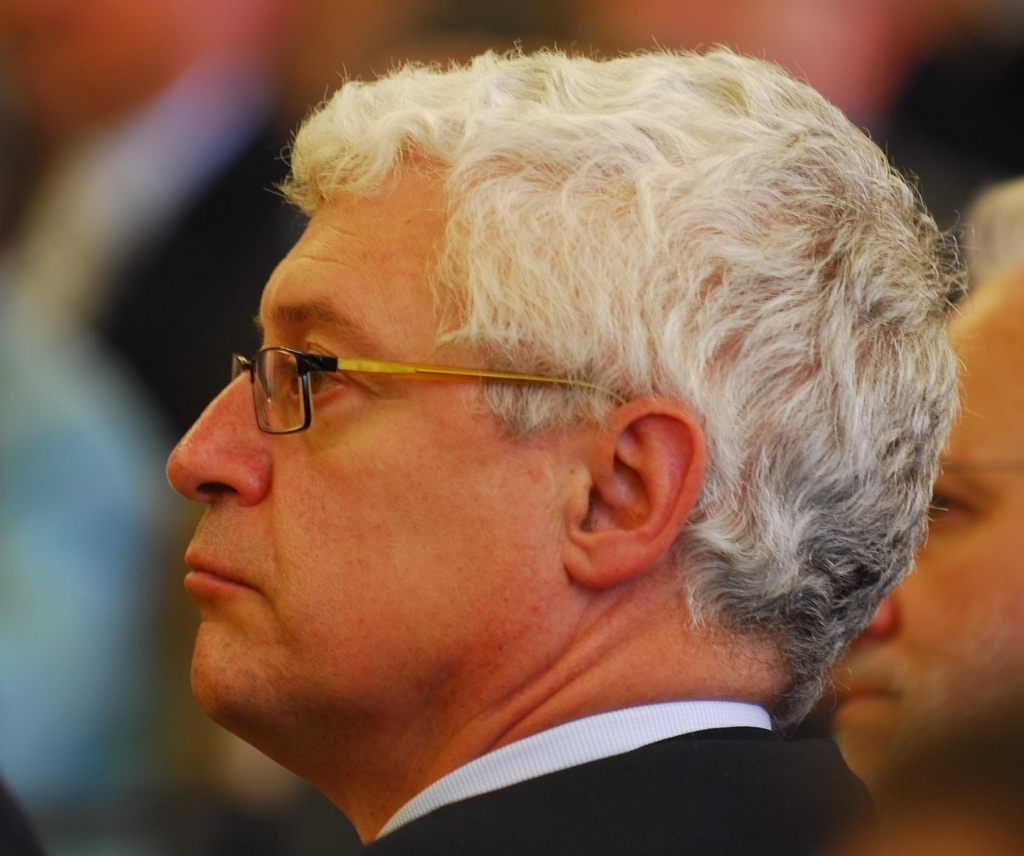
Profil: Giovanni Kessler
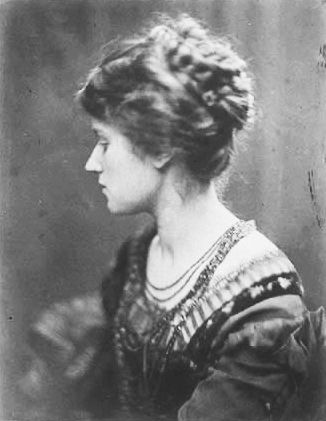
Verlorenes Profil: Marie Spartali Stillman
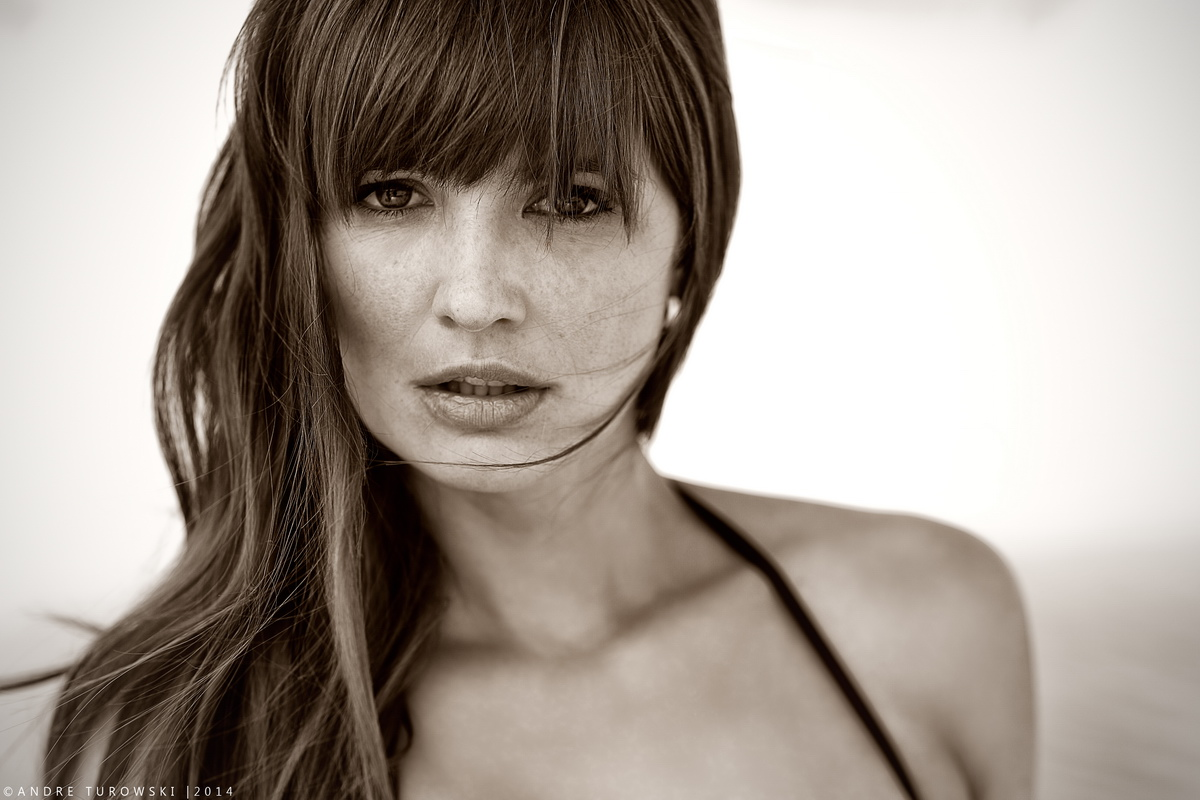
Schärfentiefe und Anschnitt als Stilmittel
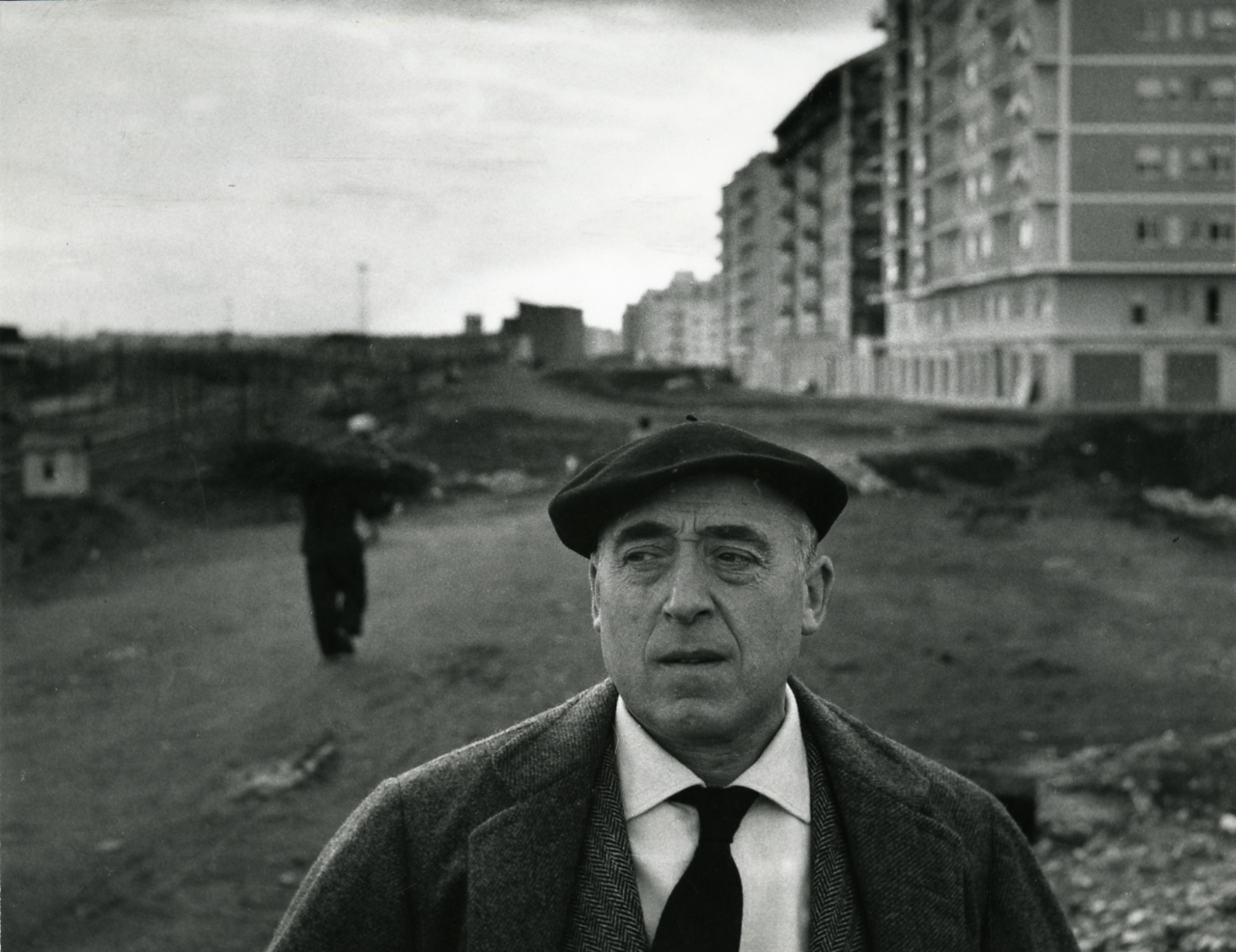
Cesare Zavattini porträtiert von Paolo Monti
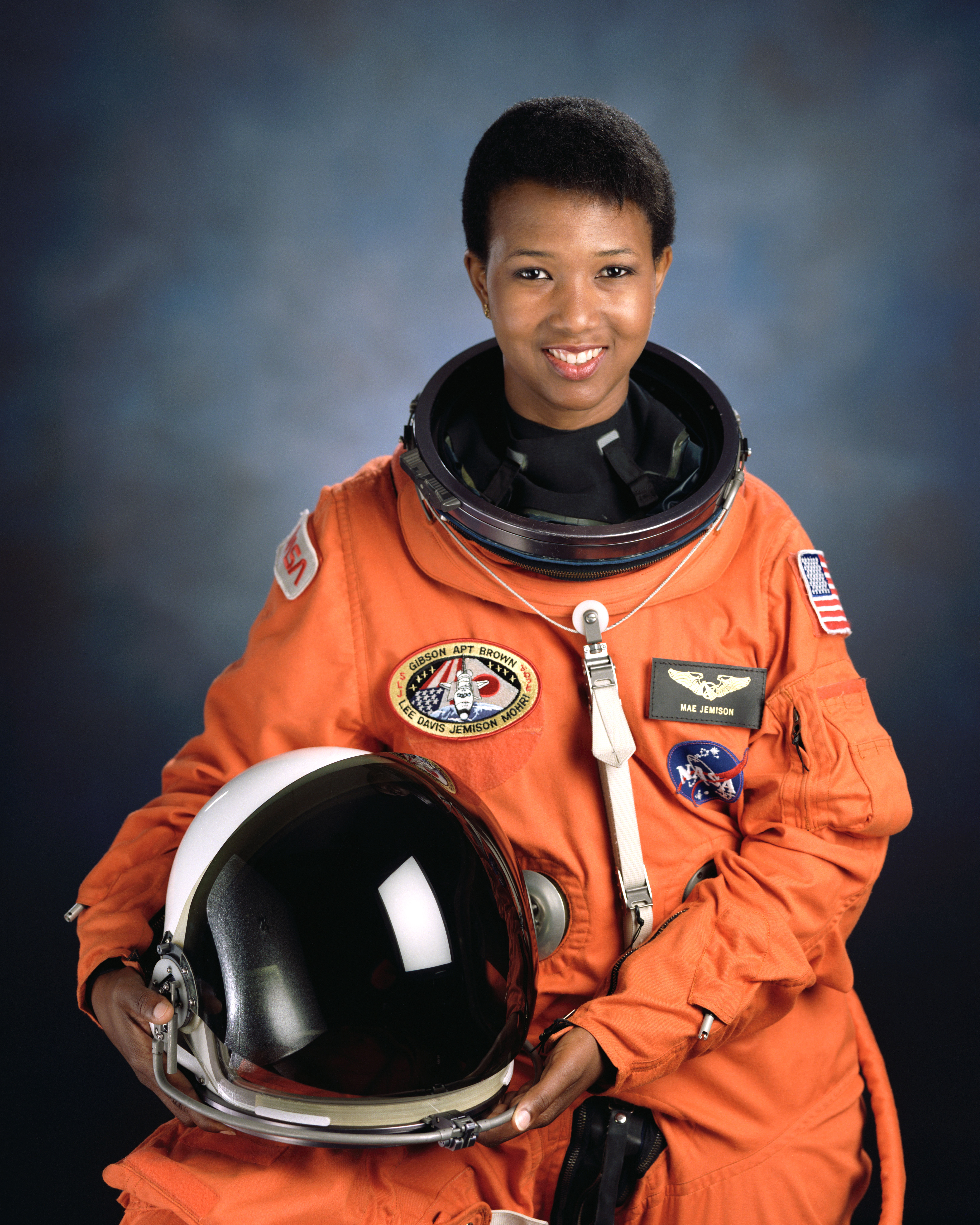
Porträt mit Gegenständen des Berufs
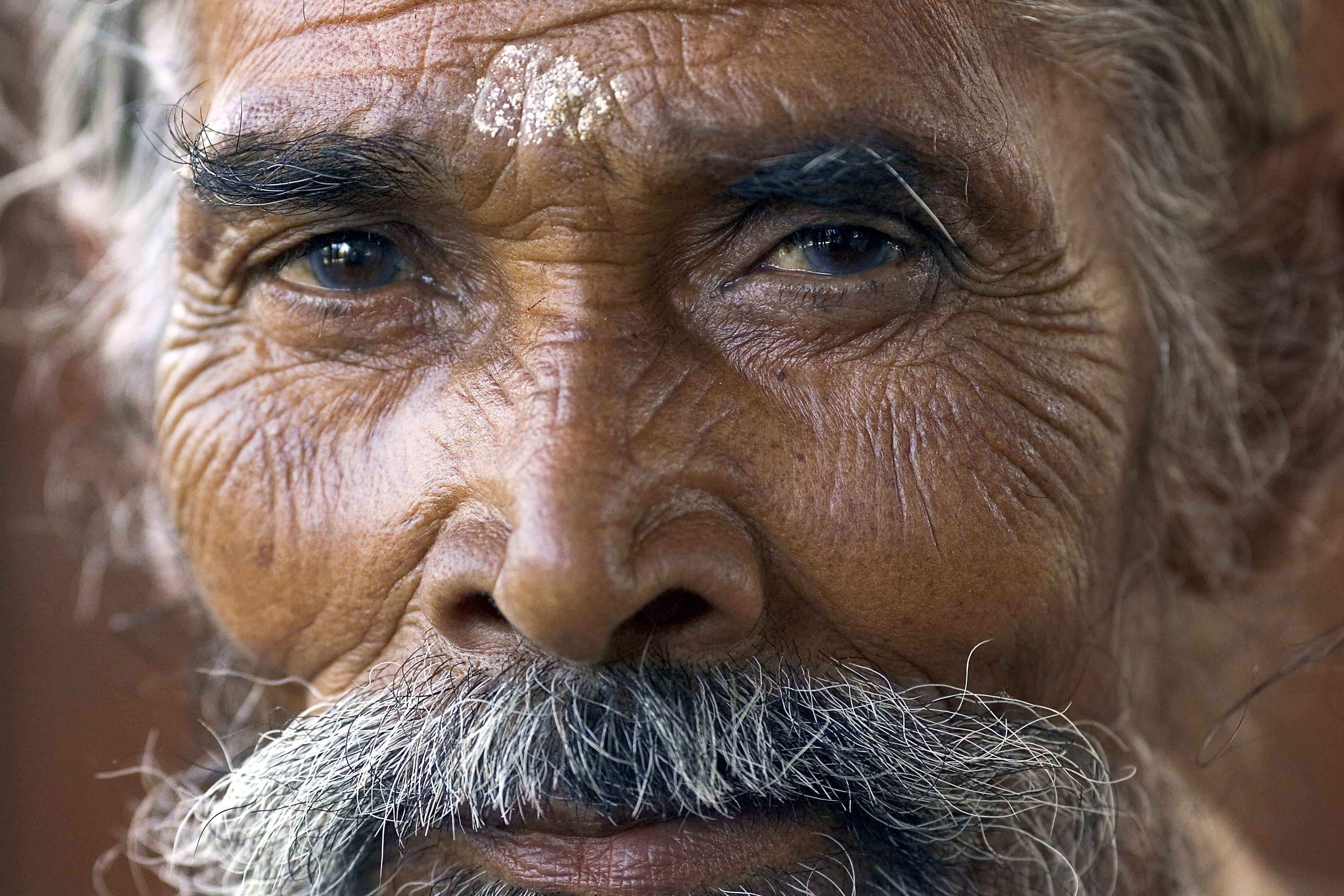
Nähe durch starken Anschnitt
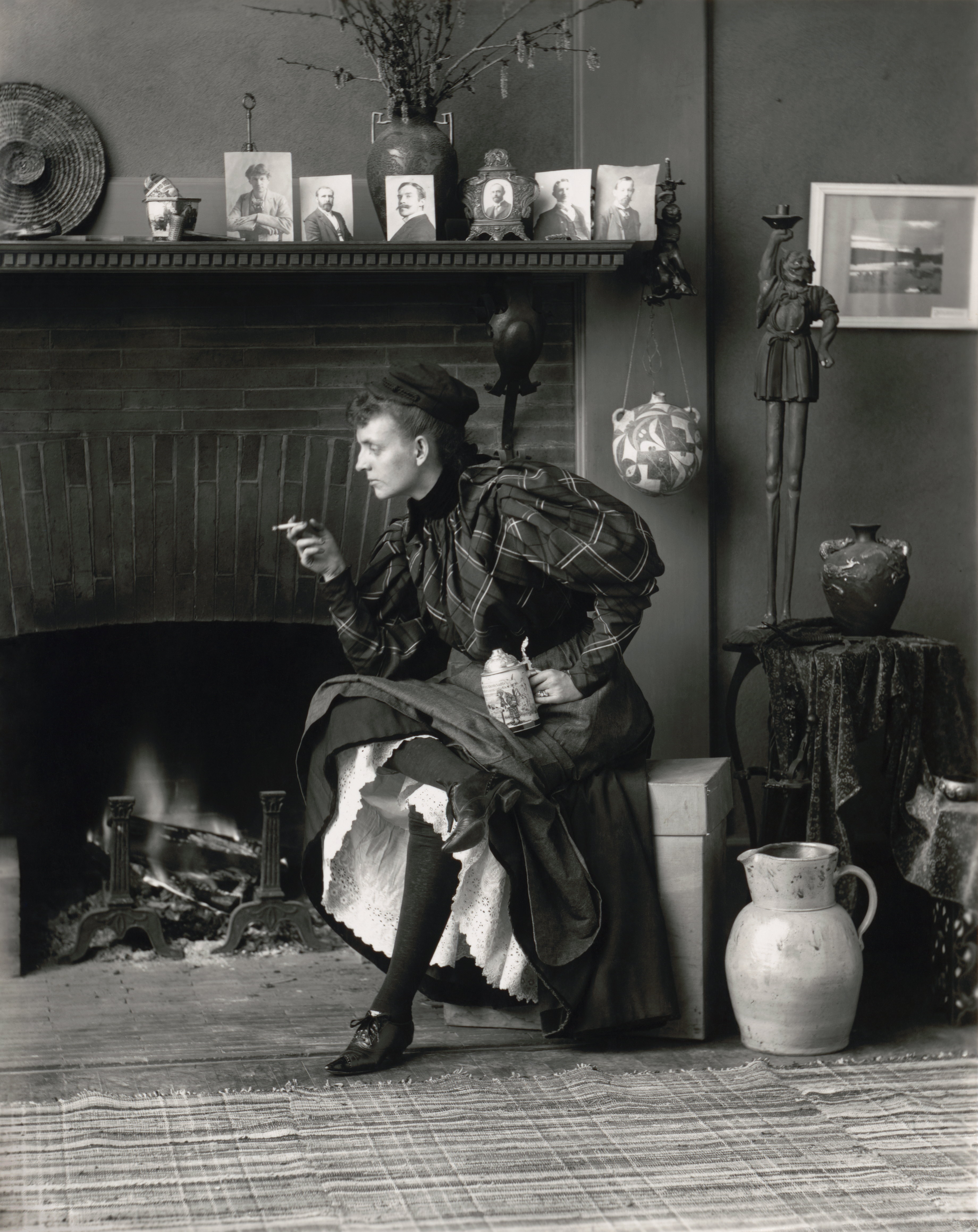
Inszenierung: Frances Benjamin Johnston porträtiert sich selbst (1896)
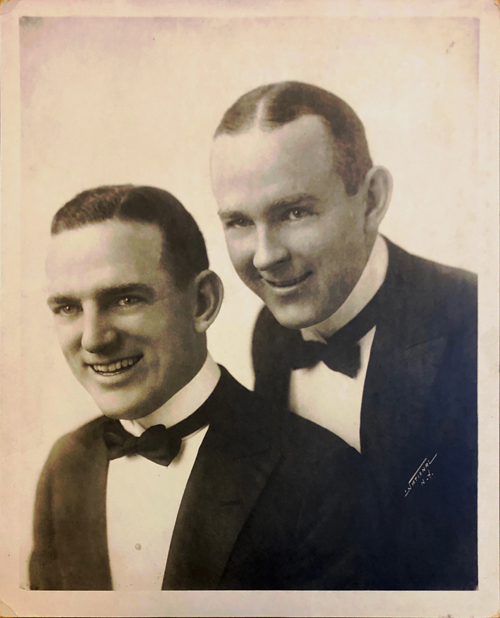
Doppel-Porträt der Gorman Brothers
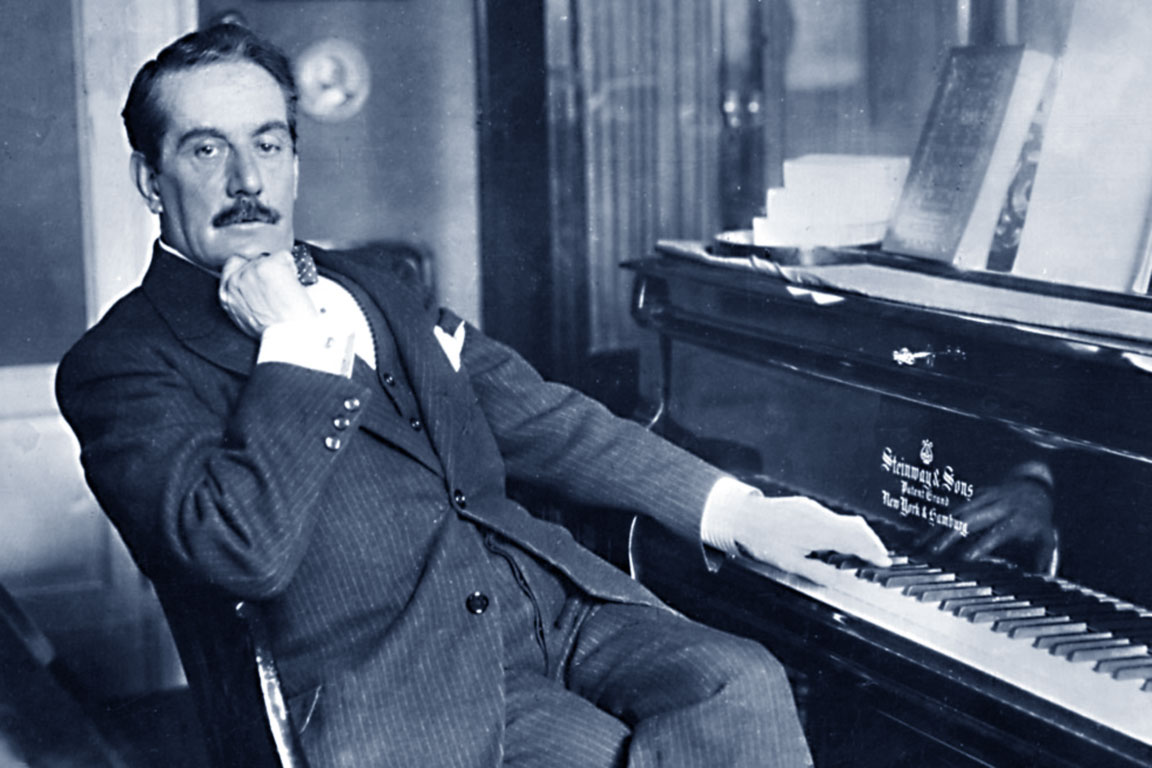
Berufsbezug: Giacomo Puccini am Pianoforte
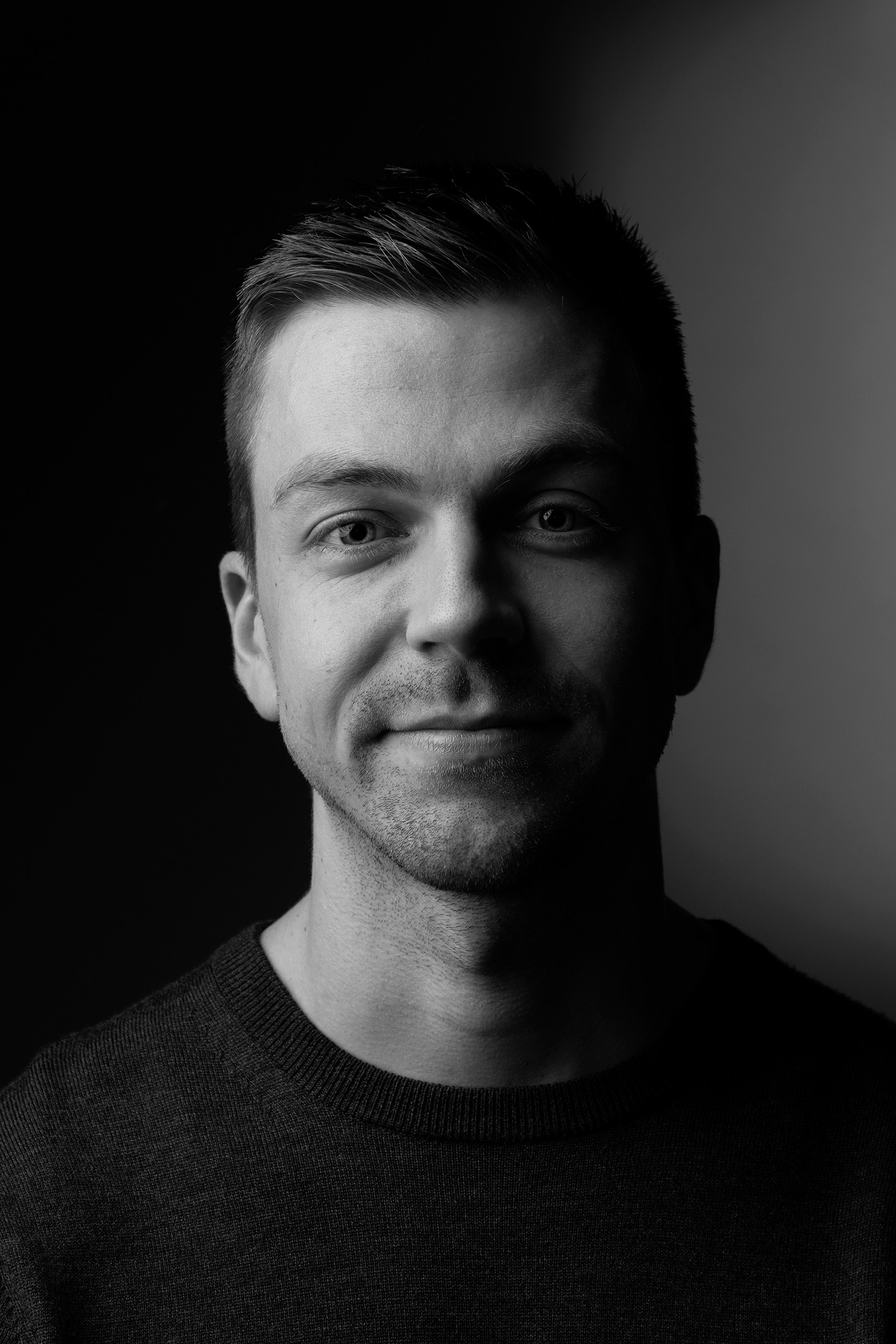
Porträt mit Rembrandt-Lichtsetzung

## Geschichte und Entwicklung

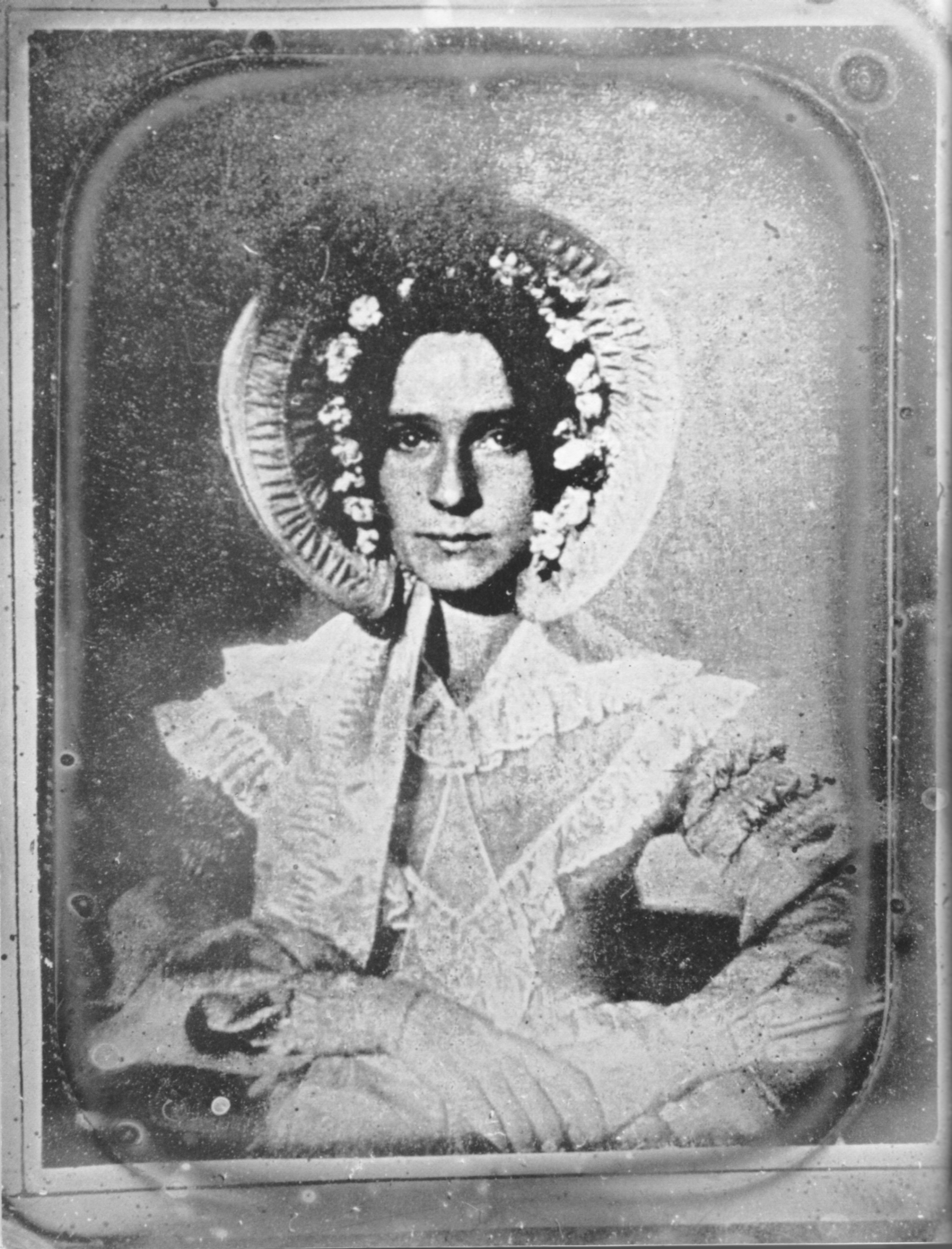
John William Drapers Daguerreotypie seiner Schwester Dorothy Draper (Juni 1840); das älteste existierende Porträtfoto der Welt

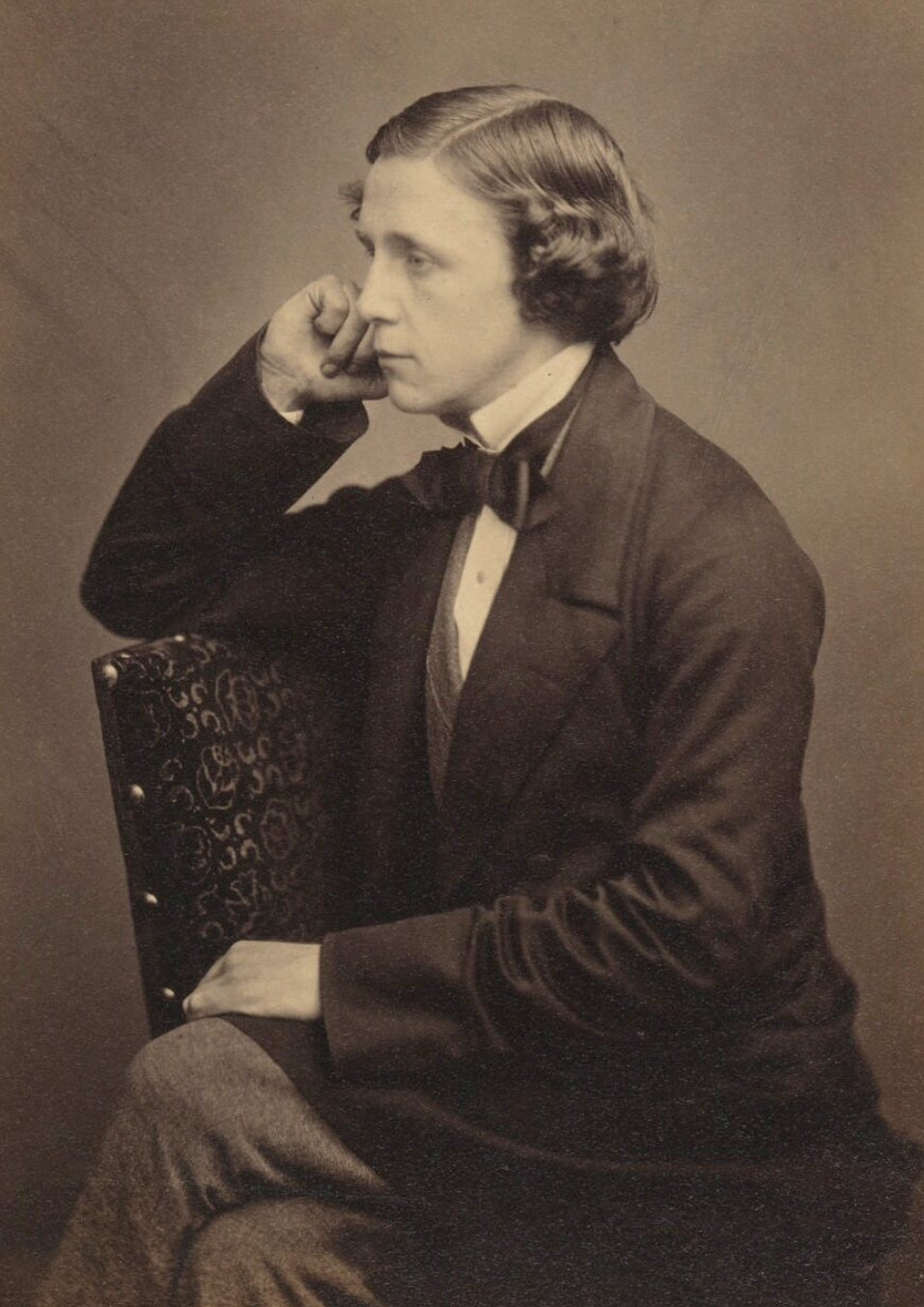
Selbstporträt Lewis Carrolls (1855)

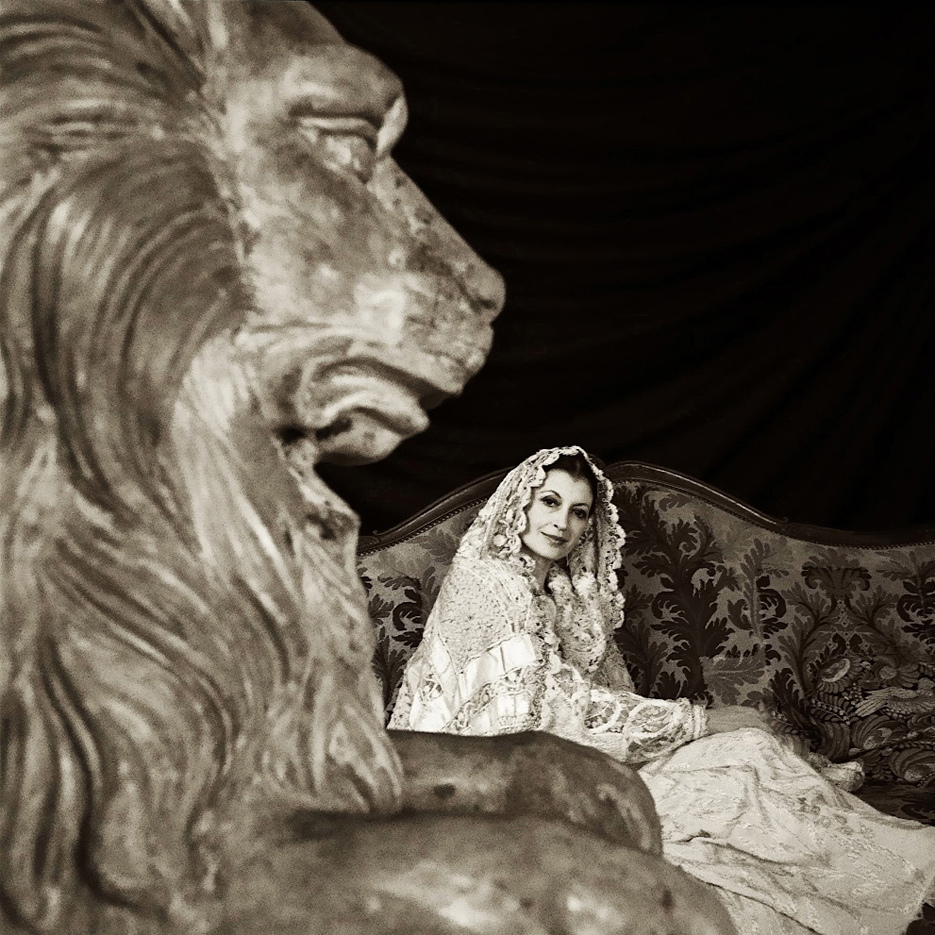
Augusto De Luca: Porträt von Carla Fracci (1991)

Die Porträtfotografie hatte große Bedeutung für die Fotografie der Frühzeit. Das Hauptproblem der langen Belichtungszeiten wurde durch spezielle Fixier- und Haltevorrichtungen wie Saronnys Universal-Kopfhalter gelöst. Jedoch war weiterhin ein großes Maß an Geduld beim Porträtierten erforderlich.
Das Motiv bildete oft Grundlage des Fortschrittes in der Fotografie. Das erste Motiv nach der Offenlegung des Patentes von Louis Daguerre war ab 1840 die Abbildung von Personen als Fortsetzung der Porträtmalerei. Die Bildgestaltung wurde für die nächsten drei Jahrzehnte beibehalten. Viele von denen, die in eine Kamera investierten, waren Porträt- und Miniaturmaler. Die technische Entwicklung der Kameratechnik und die chemischen Verfahren zur Entwicklung des fotografischen Materials stellten den Fortschritt dar. Die ersten Kameralinsen ermöglichten Aufnahmen von stehenden Personen. 
Die Fotografie erfuhr Ende der 1850er bis Anfang der 1860er Jahre einen großen Popularitätsschub. Hierfür kann man den französischen Fotografen André Adolphe-Eugène Disdéri als Verantwortlichen benennen. Er war der Meinung, dass ein fotografisches Porträt für viele Menschen unerreichbar teuer war. Seine Idee, das zu ändern, beruht auf der Entwicklung eines kleineren Formates als man es bisher verwendete (ca. 6 × 9 cm), nannte das Carte de visite und ließ es 1854 patentieren. Die Herausforderung bestand anschließend in der technischen Umsetzung, der Steigerung der Produktivität und der Verringerung der Kosten. Nachdem ihm das erfolgreich gelungen war, übernahmen viele fotografische Ateliers die Carte de visite oder das Visitformat in ihr Angebot. Im Mai 1859 hatte Disdéri Kaiser Napoleon III. und seine Frau porträtieren können. Auch dies Ereignis trug zur Popularität bei, da es nicht üblich war, dass sich Persönlichkeiten auf derart kleinen Formaten abbilden ließen. Die Porträtfotografie trug so zur Demokratisierung der Gesellschaft bei.
Bis in die 1880er Jahre entstanden Porträts in Ateliers. Die Fotografen Hugo Erfurth und Rudolf Dührkoop gehörten zu den ersten deutschen, die für Porträtaufnahmen ihre Atelierräume verließen, um Aufnahmen zu realisieren.
Grundsätzlich spiegeln Porträtfotografien einen Zeitgeist oder eine zeitgenössische Ästhetik wider.

## Sonderformen
Eine Variante der angewandten Porträtfotografie findet sich in der Kriminalistik, wo derartige Bilder in der Anthropometrie sowie zur Anfertigung von Steckbriefen und Passbildern hergestellt werden. Mit den Abzügen der Aufnahmen von Heimatlosen aus den Jahren 1852–1853 des Berner Fotografen Carl Durheim wurde das weltweit erste Fahndungsbuch erstellt.
In der Aktfotografie gibt es Überschneidungen zur Porträtfotografie, wenn das Gesicht ein wesentliches Bildelement ist.

## Rechtliche Aspekte
Im Deutschen Reich gab es erstmals 1902 einen Gesetzesentwurf, der ein „Recht am eigenen Bild“ zuerkennt; siehe hierzu auch Bildrechte.

## Von Berufsfotografen gestaltete Porträts

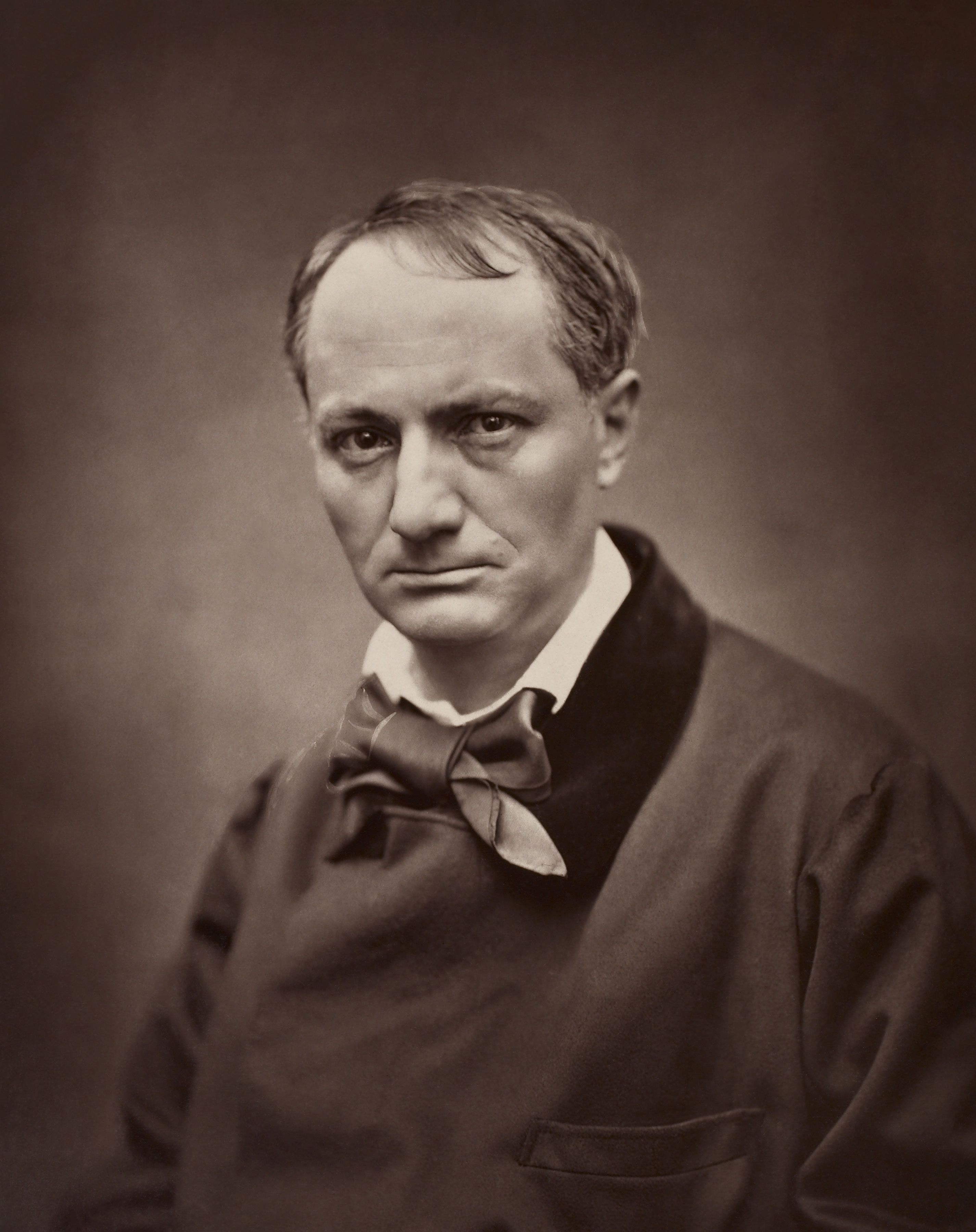
Étienne Carjat: Portrait von Charles Baudelaire (ca. 1862)
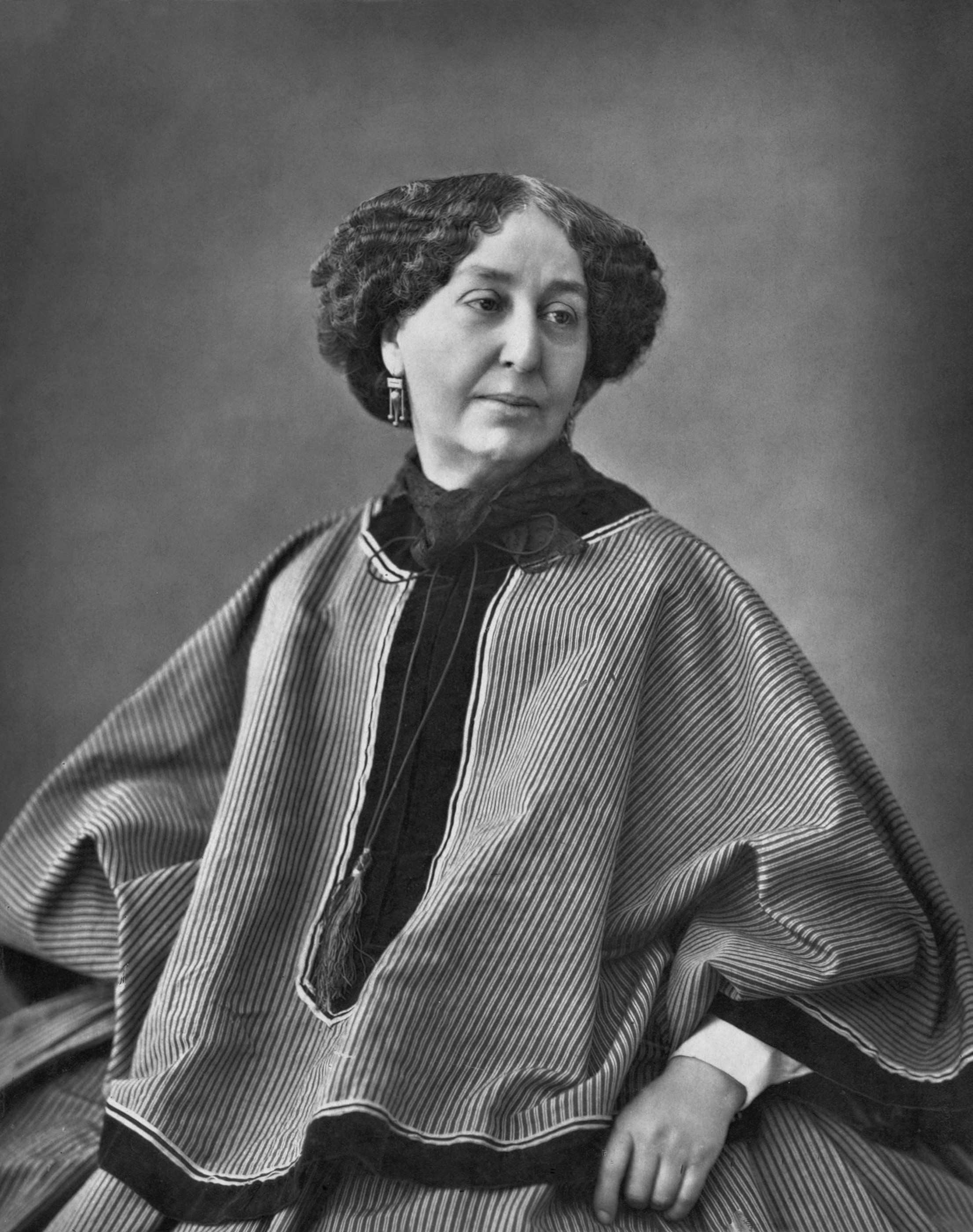
Nadar: Porträt von George Sand (1864)
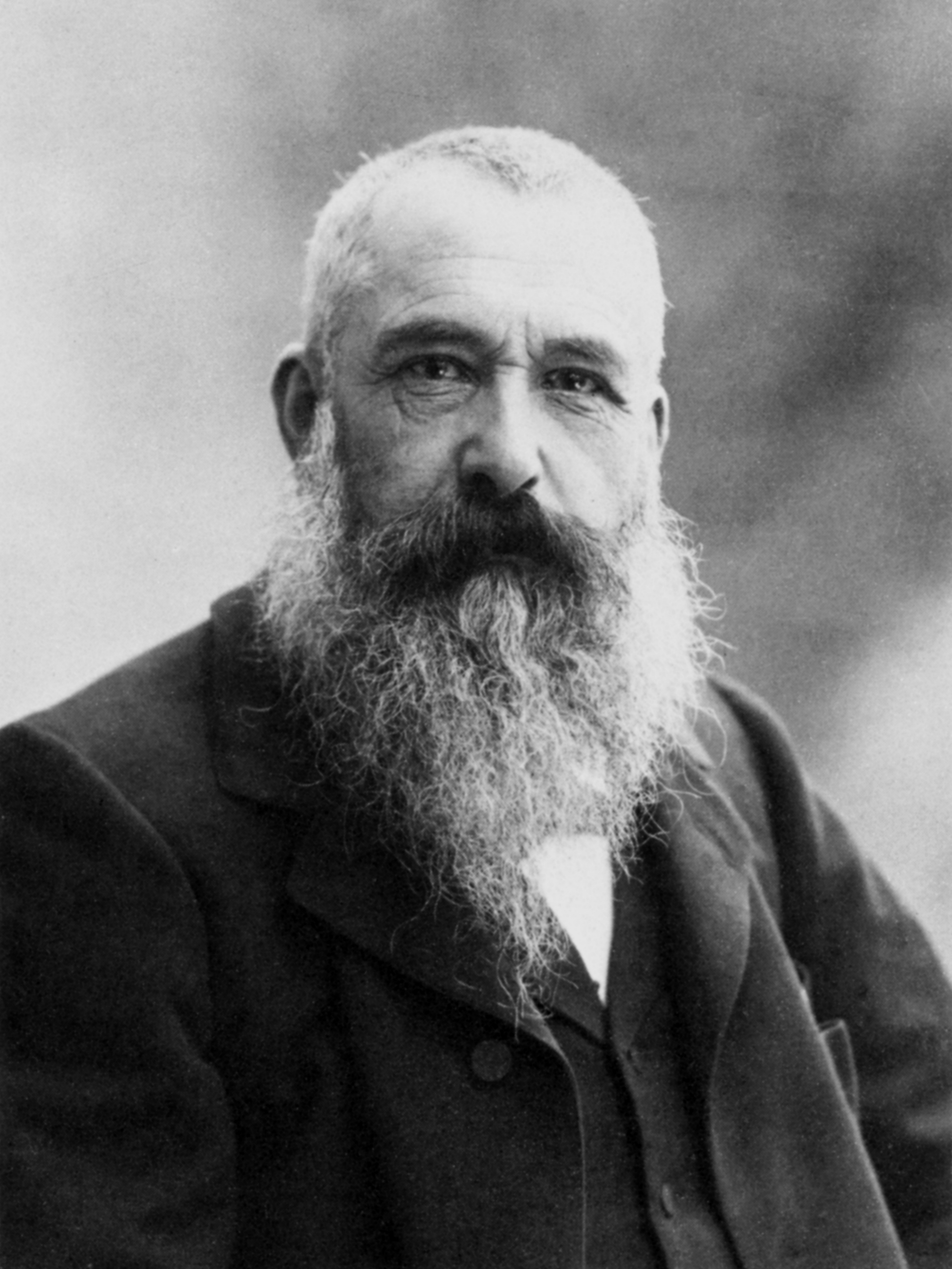
Nadar: Porträt von Claude Monet (1899)
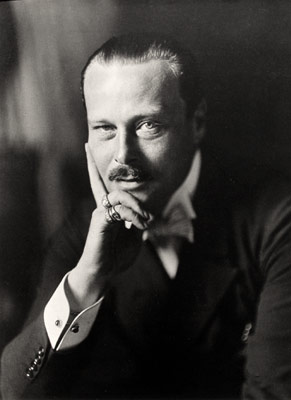
Jacob Hilsdorf: Porträt von Großherzog Ernst Ludwig (1905)
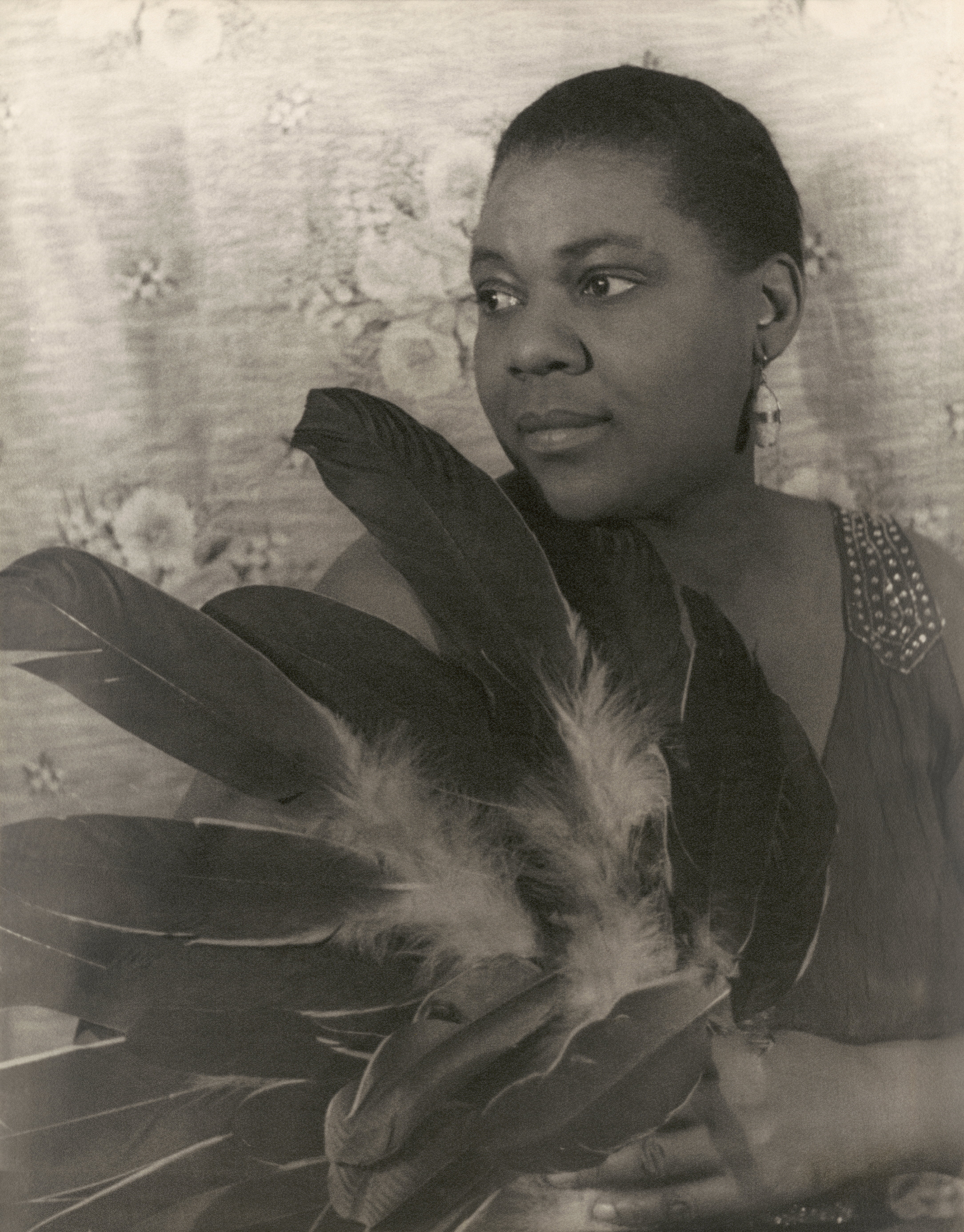
Carl Van Vechten: Bessie Smith (1936)
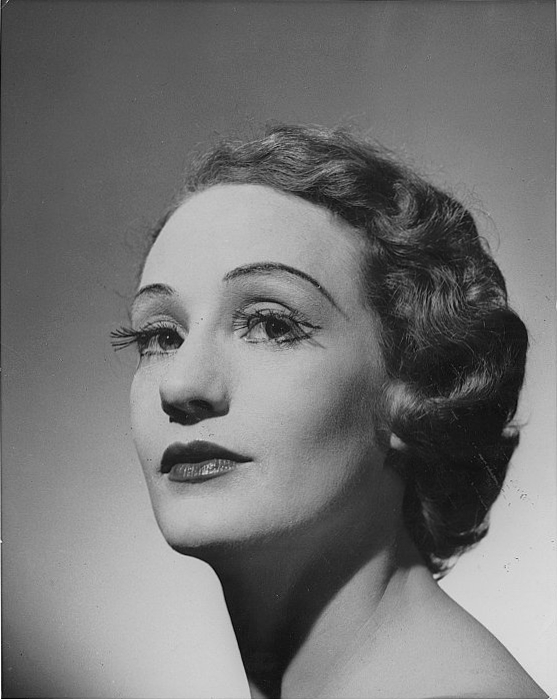
Helmut Newton: Porträt von Laurel Martyn (1952)

## Bekannte Porträtfotografen
- Richard Avedon
- Elliott Erwitt
- Yousuf Karsh
- Annie Leibovitz
- Peter Lindbergh
- Steve McCurry
- Nadar
- Arnold Newman
- Irving Penn
- August Sander
- Mark Seliger
- Carl Van Vechten